# الكسندر نيكولين
الكسندر نيكولين (بالروسية: Никулин, Александр Сергеевич)‏ (و. 1985  م) هو لاعب هوكي الجليد روسي، ولد في بيرم، مركز لعبه هو وسط ‏.

## روابط خارجية
- الكسندر نيكولين على موقع دوري الهوكي الوطني (الإنجليزية)
- الكسندر نيكولين على موقع دوري الهوكي للقارات (الإنجليزية)
- الكسندر نيكولين على موقع EliteProspects.com (الإنجليزية)
- الكسندر نيكولين على موقع Eurohockey.com (الإنجليزية)
- الكسندر نيكولين على موقع HockeyDB.com (الإنجليزية)
- الكسندر نيكولين على موقع Hockey-Reference.com (الإنجليزية)